# Калинина, Ирина Павловна (художница)
Ирина Павловна Калинина (род. 6 мая 1948 года, Москва, РСФСР, СССР) — российская художница, действительный член Российской академии художеств (2021).

## Биография
Родилась 6 мая 1948 года в Москве.
В 1971 году окончила Московское высшее художественно-промышленное училище (сейчас — Московская художественно-промышленная академия имени С. Г. Строганова).
С 1971 по 2003 годы преподавала в Детской художественной школе № 2 Москвы.
С 1984 года — член Союза художников СССР.
В 2016 году избрана членом-корреспондентом Российской академии художеств по отделению живописи, в 2021 — действительным членом РАХ.
Участник российских и международных выставок с 1972 года.
Супруг - советский и российский живописец, первый вице-президент Российской академии художеств (с 2017 года), академик РАХ (2007) В. Г. Калинин (род. 1946).